# ツヴァイ!!
『ツヴァイ!!』 (Zwei!! 、 Zwei: The Arges Adventure) は2001年に発売された、日本ファルコム開発・発売のWindows用アクションRPG。

## 概要
タイトルの「ツヴァイ(Zwei)」が示すように、2人の主人公「ピピロ」と「ポックル」そして2人についてくるペットを動かしてゲームを進める。同社では『ぽっぷるメイル』以来となるコミカルなストーリーで、また発売当時はリメイク作品を中心に出していた同社としては久々のオリジナル新作だった。イメージイラストレーション・パッケージイラストは七瀬葵が手がけた。
2004年にはタイトーからPlayStation 2版が、2008年には日本ファルコムからPlayStation Portable版が発売された。PS2版・PSP版ではWindows版にあったランチャー・アクセサリー群の要素がカットされているほか、Win版ではクリアする必要のなかった一部のダンジョンがクリアに必須となった。また、PSP版はイメージイラストが続編の『ツヴァイ2』準拠のものに改定され、キャラクターボイスが追加、BGMもアレンジバージョンに変更されている。
2007年にはオンラインゲームである『ツヴァイ!!オンライン』の制作が発表され、2008年9月には、続編である『ツヴァイ2』が発売された。

## ストーリー
グランヴァレン辺境に位置し、豊かな自然といくつもの遺跡を抱える浮遊大陸「アルジェス」。伝説によれば500年前に「魔法大戦」の決戦の地となったと伝えられているが、現在ではたまに遺跡目当ての冒険家たちが降り立つ程度で、住民はのんびりとした生活を過ごしていた。
そんなある日のこと。大陸の真ん中に位置するプック村で事件が起きた。互いに14歳の誕生日を迎えた義理の姉弟ピピロとポックルは、村の外れを歩く見慣れぬ男を見つける。男は村外れの神殿に入ると、村の宝である6体の女神像を持ち去ってしまう。事情を村長とシスターに報告、英雄にあこがれるポックルは村の宝を取り戻したい、神像探しに行かせてほしいと張り切る。渋っていたピピロも神像にかけられた報奨金の話を聞くと乗り気になる。こうして2人は奪われた神像を探す冒険へと向かうのだった。

## 主な登場人物
声優欄は（PC版・PS2版 / PSP版）の順。
ピピロ（声：? / 今野宏美）
ポックルと一緒にプック村に住む少女。「伝説の巫女姫ティアラ」の再来と言われるほどの魔法の天才、しかし本人のやる気はゼロ。 魔法よりもファッションに興味があり、綺麗な服と甘いものに目がない。ポックルよりも若干年上なため、偉そうに振る舞うことが多い。
ポックル（声：? / 白石涼子）
ピピロと一緒に住む義理の弟。「伝説の聖騎士パラディス」に憧れていて、元トレジャーハンターから武術を学び、その腕前はなかなかのもの。家事全般も完璧にこなすしっかり者だが、ダジャレ好きで、綺麗なおねーさんにとても弱い。そのためピピロの冷たい視線を浴びることも。
ペット
冒険の初期に2人が出会う。イヌとネコから選択可能。冒険についてきて2人の冒険の手助けをしてくれる。
シスター・ラズベリー
プック村の教会のシスター。人望厚く、村人の良き相談役として、また子供たちの教育者として信頼を得ている。ピピロとポックルの保護者的存在。
カイト
プック村に住む元トレジャーハンター。冒険者としての経験は非常に豊富。現在は家族と暮らしながら、ポックルに武術を教えている。
ピョートル
プック村の村長にして、村の医師。娘で看護婦のピーチャムと2人で診療所を開業している。
師匠
冒険の先々で現れる謎の人物。ひょうきんではあるが凄腕の持ち主で、2人に様々な技を教える。その腕前からポックルは「師匠」と慕うことに。
コルベット
至る所に出没する、どう見てもネコの、謎の魔道師。しかし本人に面と向かってネコというと逆上する。
謎の覆面男
プック村に突然現れ、村の宝だった6体の女神像を奪って行った謎の人物。ピピロとは比較にならない魔法の腕前を持つ。
ティアラ
「伝説の巫女姫」と呼ばれる、神聖王国の王女。強大な魔力を持ち、その力で多くの人々を救い、魔法大戦ではパラディスとともに魔王ヴェスパーを倒し戦いを終結させたが、その最中に亡くなったと伝わっている。

## ゲームシステム
以下、Windows版を基準とする。

### ゲームの基本システム
ゲームはピピロとポックル、2人のキャラクターを切り替えて進めていく。ピピロは精神力に優れ、魔法に寄る遠隔攻撃が中心となり、ポックルは防御力に優れ、接近戦に強い。連続攻撃を数多く行なうことで「コンボストック」を溜めることができ、これを開放することで溜め攻撃（ゲームの進行具合いに応じて、おまけの一撃→気合いの一撃→ツープラトン→スリープラトン、と発展）が可能となる。
2人についてくるペットは作戦設定によって自動的に攻撃や回復を行なう。さらにペットモニター（後述）によって成長ができ、その成長度合によってゲームの進行も容易となる。
また、キャラクターの成長方法にも特徴があり、通常のRPGと異なり敵を倒しただけではレベルアップしない。敵が出す回復アイテムを食べることによってヒットポイント(HP)回復とともに経験値が得られる。さらにアイテムを一定量集めることでHP回復量・得られる経験値ともに大きな上位アイテムと交換が可能になっている。
本作にはやり込み要素が多数盛り込まれている。本作には「アイテム辞典」、「魔獣辞典」、「スコアブック」、「キャラノート」といったプレイ状況が反映されるアイテムがあり、これらそれぞれのコンプリートを目指すプレイもできる。各ダンジョンで好成績を出す、所定のアイテムを一定数集める、アイテム交換を繰り返すなど取得のためにそれぞれ条件を満たす必要があるアイテムもある。また「魔獣辞典」コンプリートには特定の場所にしかいない敵を倒す必要がある。1周クリア後も前述の辞典などを引き継いでプレイすることができ、また2周目以降でないと登場しないアイテムなどもある。

### ランチャーとアクセサリー群
ゲーム本体はランチャーによって起動するが、ランチャーにはゲームの進行具合によってゲーム本体以外のデスクトップアクセサリー群が使えるようになる。
ペットモニター
最初から使用可能。ペットが主人公となるミニアドベンチャーゲーム。基本的に起動したままの状態で自動的に進ませることも可能だが、選択肢をプレイヤーが選ぶこともできる。このゲームの進行状況によってペットが成長したり、このゲームでしか手に入らないアイテムが入手できるなど、ゲーム本編を進行する際に容易になる要素がある。
カレンダー
1か月単位で切り替わる標準的なカレンダー。その月毎にあった背景イラストが描かれている。
時計
アナログ・デジタル両表示が可能な時計。アラーム機能搭載
計算機
一般的な14桁表示の電卓。
ミニゲーム
「タイピングオブイース」と「モナモ〜ナ」の2作。詳しくは後述。

### ミニゲーム
本編とは関係なしに遊べるミニゲームが3種類用意されている。
ZWEI!!シューティング
本格的な横スクロールシューティングゲーム。
タイピングオブイース
『イースシリーズ』をモチーフにしたタイピングゲーム。入力内容も『イース』に沿ったものになっている。
モナモ〜ナ
ロードモナークのマスコットキャラクター「モナくん」を主人公にした落ち物パズルゲーム。邪魔なブロックを消しながらうまくブロックを積み上げていき、モナくんを上へ上へと移動させていく。

## オンラインゲーム版「Zwei!! Online」
日本ファルコムからのライセンスの元、韓国のNEONSOFT CORPORATIONと日本の株式会社ディンプスの2社の共同開発によってオンラインゲーム「ツヴァイ!!オンライン」（Zwei!! Online）の製作が発表されている。2008年に韓国でサービスを開始予定、以後順次日本を含めた各国で順次サービスを行う計画となっている。

## 関連商品

### 音楽CD
- オリジナル・サウンドトラック Zwei!!（NW10102620、2001年12月20日） - PC版のサウンドトラック。PC版初回版特典として同梱、後に単品発売。
- 「Zwei!!」スーパーアレンジバージョン（NW10102540、2002年12月19日） - PC版のBGMをアレンジしたバージョン。
- オリジナル・サウンドトラック Zwei!! 2008（NW10102790、2008年12月11日） - PSP版のサウンドトラック。PSP版初回版特典として同梱。

### 書籍
- Zwei!!完全攻略ガイド（コンプティーク・編、角川書店、2002年2月25日発行、ISBN 978-4-04-707079-0） - PC版の攻略本。
- ZWEI!! ザ・コンプリートガイド（電撃PlayStation・編、アスキー・メディアワークス、2008年12月25日発行、ISBN 978-4-04-867546-8） - PSP版の攻略本。